# Turtur
Turtur es un género de aves columbiformes de la familia Columbidae que incluye varias especies de palomas tropicales africanas. 

## Especies
El género Turtur incluye cinco especies:
- Turtur chalcospilos
- Turtur abyssinicus
- Turtur afer
- Turtur tympanistria
- Turtur brehmeri